# Paul Enertsen
Paul Enertsen, född 3 april 1644 i Landskrona, död 20 oktober 1718 i Glimåkra församling, var en präst i Glimåkra och Örkeneds församlingar. Han räknas som den sista danska prästen i Skåne. 

## Biografi
Paul var son till dansken Enert Hansen och Kjerstine Pouldatter. När han var tjugotvå år gammal började han vid universitet i Greifswald, och efter tre år kom han tillbaka till Skåne och började vid Lunds universitet 3 april 1669. Enertsen blev kyrkoherde i Glimåkra  och Örkened 18 december 1674.
Under Skånska kriget uppmanade Enertsen, i ett brev 5 november 1676, bönderna i Lönsboda att utlämna sina vapen och även betala krigsskatt till den svenska krigsmakten. Brevet nådde dock inte de avsiktliga mottagarna, utan uppfångades istället av danskarna. Två veckor senare efter att han utfärdade brevet greps han av sina församlingsbor, fördes till Kristianstad och överlämnades till de danska myndigheterna. Han blev arresterad och en förräderiprocess inleddes mot honom. I flera brev till Kristian V av Danmark försökte han bevisa sin oskyldighet, men misslyckades. Den 13 oktober 1677 överfördes han till Köpenhamn, där han angav att han hade skrivit brevet om vapnen under dödshot från svenskarna.
När kriget tog slut återvände Enertsen till Skåne och fick, efter flera svårigheter och beskyllningar, tillträda sin tjänst. Han satt kvar som kyrkoherde i Glimåkra och Örkened i trettio år. Enertsen avled 20 oktober 1718 i Glimåkra. 
Den mest kända berättelsen om Enertsen är att han en gång 1674 satte sig till häst och red till Stockholm för att be kung Karl XI om hans konfirmation på sitt pastorat. Kungen blev imponerad av hans snabbhet, han hade börjat sin färd efter en avslutad högmässa och var framme i Stockholm på onsdagen. Om Enertsen kunde rida tillbaka till Glimåkra och hålla gudstjänst på söndagen, så skulle han få sin tjänst, vilket han lyckades med. Det finns dock inget bevis på att denna berättelsen är helt sann.